# Cock Sparrer
Cock Sparrer is een van de eerste en beroemdste Britse oi!/punkbands, opgericht in 1972 in Londen.

## Bezetting
Oprichters
- Collin McFaull (zang)
- Garrie Lammin (ritmegitaar, tot 1978)
- Mick Beaufoy (gitaar, tot 1983, sinds 1992)
- Steve 'Burge' Burgess (basgitaar
- Steve Bruce (drums)

Huidige bezetting
- Collin McFaull (zang)
- Mick Beaufoy (gitaar)
- Daryl Smith (gitaar, sinds 1992)
- Steve 'Burge' Burgess (basgitaar)
- Steve Bruce (drums)

Voormalige leden
- Chris Skapis (gitaar, 1983–1984)
- Shug O'Neill (gitaar, 1983–1984)

## Geschiedenis
De band werd geformeerd door de fervente West Ham United-supporter Steve Bruce, Mick Beaufoy, Steve Burgess en Collin McFaull. Later voegde Garry Lammin zich bij de band als ritmegitarist, de enige positie binnen de band die vaak wisselde. De oorspronkelijke naam Cock Sparrow is een uitdrukking uit de cockney rhyming slang.
Zoals vele Britse punk/skinhead-bands coverden ze in het begin ook rockbands als The Rolling Stones, The Small Faces en Marvellousness. Als manager kwam Malcolm McLaren ter sprake, doch de band en McLaren konden op menselijk vlak niet met elkaar door een deur. Op het hoogtepunt van de punk/skinhead-beweging kregen ze een contract bij Decca Records. Bijzonder bekend en populair was de band in het begin niet. Hun eerste singles Runnin' Riot en We Love You! (een coverversie van The Rolling Stones) bereikten in 1977 geen hoge hitklasseringen. Decca Records bracht hun debuutalbum aanvankelijk alleen uit in Spanje. Ook een tournee met The Small Faces bracht niet het gewenste succes. Cock Sparrer werd door het label uiteindelijk ontslagen. Meerdere demo's gingen rond, die deels als bootleg en later als rariteiten op de markt werden gebracht. De band werd later voor een korte periode ontbonden en Garrie Lammin formeerde tijdens deze periode samen met Joe Strummer de pubrockband The Little Roosters met Alison Moyet als zangeres.
Begin jaren 1980 hadden ze na jarenlange inactiviteit hun eerste hit Sunday Stripper, die werd uitgebracht op de eerste Oi!-sampler Oi! The Album. In 1982 werd de band opnieuw geformeerd. Bij Carrere Records werd de single England Belongs to Me uitgebracht, in 1983 gevolgd door het album Shock Troops met de song Where Are They Now. In 1984 volgde Runnin Riot in '84.
Na wederom een onderbreking begon Cock Sparrer in 1992 weer live te spelen. Tijdens een optreden samen met The Adicts kwam het tot ongeregeldheden. Ze brachten uiteindelijk in 1994 Guilty As Charged uit. In 1997 verscheen hun album Two Monkeys, dat ze kwalificeerden als hun afscheidsalbum. Sindsdien ging de band steeds weer op tournee en tellen intussen als legende van de Oi!-beweging. In november 2007 verscheen in de oorspronkelijke bezetting het album Here We Stand.

## Discografie

### Singles
- 1977: Running Rio / Sister Suzie (Decca Records)
- 1977: We Love You / Chip on My Shoulder (Decca Records)
- 1982: England Belongs to Me / Argy Bargy (Carerre)

### Ep's
- 1995: Run Away EP (Bitz Core)

### Albums
- 1978: Cock Sparrer (Decca Records), heruitgebracht onder True Grit, 1987, (Razor)
- 1982: Shock Troops (Carrere), heruitgebracht in 1991 (Link)
- 1984: Running Riot in '84 (Syndicate), heruitgebracht onder Running Riot 1988 (Link)
- 1987: Live and Loud (Link)
- 1994: Guilty as Charged (Bitz Core)
- 1997: Two Monkeys (Bitz Core)
- 2000: Runnin' Riot Across the USA
- 2006: The Decca Years
- 2007: Here We Stand
- 2011: Back in SF
- 2017: Forever